# Le Maître de Santiago
Le Maître de Santiago est une pièce de théâtre en trois actes de Henry de Montherlant publiée en 1947. La création a eu lieu à Paris au théâtre Hébertot le 26 janvier 1948.

## Origine et thème central
Le Maître de Santiago a été joué pour la premiere fois le 26 janvier 1948 à Paris au théâtre Hébertot avec un très grand succès. La pièce fut ensuite reprise du 9 au 14 avril 1948 à Bruxelles au Théâtre royal du Parc, dans une mise en scène de Paul Oettly, une scénographie et des costumes de Mariano Andreu. Les interprètes en furent Henri Rollan (Don Alvaro Dabo), Allain Dhurtal (Don Bernal de la Encina), Georges Saillard (Don Fernando de Olmeda), André Var (Don Gregorio Obregon), Pierre Moncorbier (Le Marquis de Vargas), Vincent Ortega (Le Marquis de Letamendi), Jean Berger (Le Comte de Soria), Hélène Vercors (Mariana) et Suzanne Demay (Tia Campanita). En 1948, le problème colonial est au second plan des préoccupations françaises, mais c'est pourtant lui que Montherlant soulève dès cette date, comme il en a témoigné lui-même dans la postface de son œuvre. « Les colonies sont faites pour être perdues » s'exclame ainsi un personnage, une affirmation qui n'était pas forcément partagée par l'opinion publique en 1948.
La pièce reste présentée au théâtre Hébertot, avec les mêmes interprètes, pendant plusieurs années, au moins jusque l'été 1953. Le spectacle est aussi produit à l'étranger.

## Résumé de l'intrigue
Cinq chevaliers de Saint-Jacques se rendent chez Don Alvaro Dabo pour la réunion mensuelle de l'ordre. Ils ont également pour but de convaincre Don Alvaro de partir pour le Nouveau Monde afin d'y faire fortune. Don Bernal est particulièrement intéressé à l'affaire puisque son fils Jacinto est amoureux de Mariana Dabo, la fille de Don Alvaro, mais celui-ci ne veut pas la voir partir loin de lui. Alvaro, homme austère et peu soucieux des richesses, refuse donc cette offre de départ pour l'Amérique. Il préfère rester dans sa retraite et mener une vie pieuse auprès de sa fille. Mais Don Bernal lui tend un piège et envoie un faux émissaire qui le sollicite de la part du Roi. Alvaro, tout à sa loyauté envers le Souverain, est tout près de consentir au départ quand Mariana intervient et révèle la supercherie. La pièce se finit par une fervente prière à Dieu du père et de la fille, qui décident tous deux de se retirer dans un couvent.  

## Jugements sur la pièce
« Le Maître de Santiago porte hautement le témoignage de ce que Montherlant est l’un des plus grands écrivains français de ce temps. Il y a dans ces trois actes une force qui les soutient sans défaillance à une singulière hauteur. » (Thierry Maulnier, Hommes et Mondes, 1947)
« Ce chef-d’œuvre étrange, écouté dans le plus profond silence par un public qui a oublié d’applaudir au baisser du rideau, pendant plusieurs secondes, d’étonnement. J’ai été moi-même abasourdi. Entendu dire beaucoup de sottises sur Montherlant et, en particulier, sur cette pièce. Que leur faut-il donc ? Je ne comprends pas qu’ils ne sachent pas au moins garder le silence devant une œuvre d’une telle beauté, beauté irritante peut-être, exaspérante même, parce que l’auteur avec tout son génie, touche à des choses très graves avec une sorte d’insolence qui fait peur. » (Julien Green, Journal, t.V, 1951)

## Les représentations de1958à2006

### Création à laComédie-Françaisele 10 février1958
- Mise en scène : Henri Rollan
- Scénographie et Costumes : Mariano Andreu
- Personnages et Interprètes :
  - Don Fernando de Olmeda : Jean Yonnel
  - Don Bernal : Jean Marchat
  - Don Alvaro Dalbo : Henri Rollan
  - Le Marquis de Vargas : Jacques Sereys
  - Don Gregorio Obregon : François Chaumette
  - le Comte de Soria : Michel Le Royer
  - Tia Campanita : Andrée de Chauveron
  - Mariana : Renée Faure
  - Don Enrique de Letamendi : Robert Etcheverry

### Festival des nuits de Bourgogne (Dijon),1961et au Château du Plessis-Macé,1963
En juin 1961 au Festival de Bourgogne (Dijon).
À partir du 21 juin 1963 au château de Plessis-Macé.
- Mise en scène : Jean Marchat
- Assistant à la Mise en scène : Maurice Germain
- Scénographie : Roger Harth
- Personnages et Interprètes :
  - Don Alvaro Dabo : Michel Etcheverry
  - Don Bernal de la Encina : Jacques Dannonville
  - Don Fernando de Olmeda : Raoul Curet
  - Don Gregorio Obregon : Christian Melsen
  - Le Marquis de Vargas : Maurice Audran
  - Don Enrique de Letamendi : Patrick Bourgeois
  - Le Comte de Soria : Maurice Germain
  - Mariana : Régine Blaess
  - Tia Campanita : Jacqueline Jefford

### Théâtre Montansier(Versailles),1971
Création à partir du 30 septembre 1971.
- Mise en scène : Jean Meyer
- Scénographie : Georges Wakhévitch
- Interprétation :
  - Bernard Carpentier
  - Maurice Clavaud
  - Paul Ecoffard
  - Samson Fainsilber
  - Michèle Grellier
  - Paul Guers
  - Jeanne Perez
  - Bernard Ristroph
  - Patrick Ponzio

### Comédie-Française,1972
Création à partir du 5 février 1972.
- Mise en scène : Michel Etcheverry (d'après la mise en scène d'Henri Rollan)
- Scénographie et costumes : Mariano Andreu
- Personnages et interprètes :
  - Don Bernal de la Encina : Jacques Eyser
  - Don Alvaro Dabo : Michel Etcheverry
  - Le Marquis de Vargas : Jacques Destoop
  - Don Fernando de Olmeda : René Arrieu
  - Le Comte de Soria : Simon Eine
  - Don Gregorio Obregon : Jean-Luc Boutté
  - Mariana : Ludmila Mikaël
  - Tia Campanita : Aline Bertrand

La captation, réalisée par Lazare Iglesis, de cette création est diffusée sur la deuxième chaîne le 1er novembre 1974.

### Théâtre Édouard-VII1977
Création  en 1977 
- Mise en scène	Dominique Leverd
- Scénographie	Pierre-Yves Leprince
- Costumes	Sylvie Reynes
- Personnages et interprètes :
  - Don Alvaro :Michel Favory
  - Mariana : Fanny Ardant
  - Don Bernal de la Encina : Claude d'Yd
  - Germaine Ledoyen
  - Joël Felzines
  - Jean-Marie Robain
  - Pierre Gallon
  - Jean-Pierre Helbert
  - David Clair

Lumières	Gérard Le Cardinal
Philippe Chadefaud
Production	Théâtre Édouard VII (Paris)
Théâtre et Lumière

### Théâtre du Nord-Ouest,2006
Création à partir du 26 juin 2006.
- Mise en scène : Patrice Le Cadre
- Personnages et Interprètes :
  - Don Alvaro Dabo : Jean-Luc Jeener
  - Mariana : Sophie Raynaud

## Représentation à la télévision1965

### Télévision française,1965
- Mise en scène : Jacques-Gérard Cornu

- - Don Alvaro Dabo : Henri Rollan
  - Don Bernal de la Encina : Allain Dhurtal
  - Don Fernando de Olmeda : Georges Saillard
  - Don Gregorio Obregon : André Var
  - Le Marquis de Vargas : Moncorbier
  - Don Enrique de Letamendi : Vincent Ortega
  - Le Comte de Soria : Jean Berger
  - Mariana : Clotilde Joano
  - Tia Campanita : Jeanne Véniat